# Nowton
Nowton is een civil parish in het bestuurlijke gebied St. Edmundsbury, in het Engelse graafschap Suffolk met 140 inwoners.